# Berlin Schönhauser Allee
Berlin Schönhauser Allee är en järnvägsstation i Prenzlauer Berg, Berlin. Stationen öppnades redan år 1879 och trafikeras av pendeltåg (S-bahn), spårvagn (linje M1) samt av tunnelbana (linje U2) vars station öppnade 1913 och är designad av svensken Alfred Grenander. Alldeles utanför stationen ligger inomhusgallerian och köpcentrumet Schönhauser Allee Arcaden samt den långa affärsgatan Schönhauser Allee som är den största och viktigaste affärsgatan i Prenzlauer Berg.

## Bilder

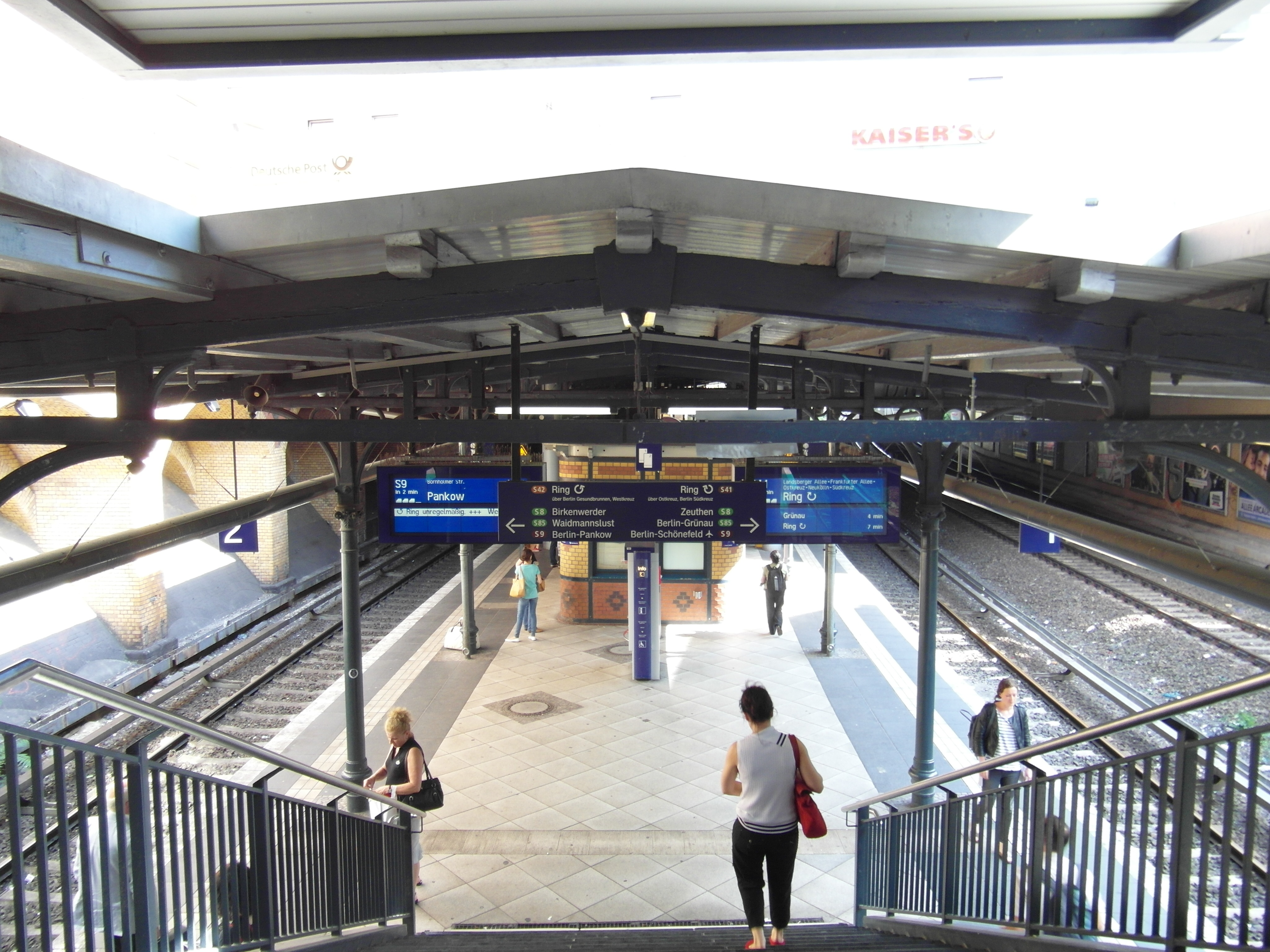
Trappa till S-Bahn
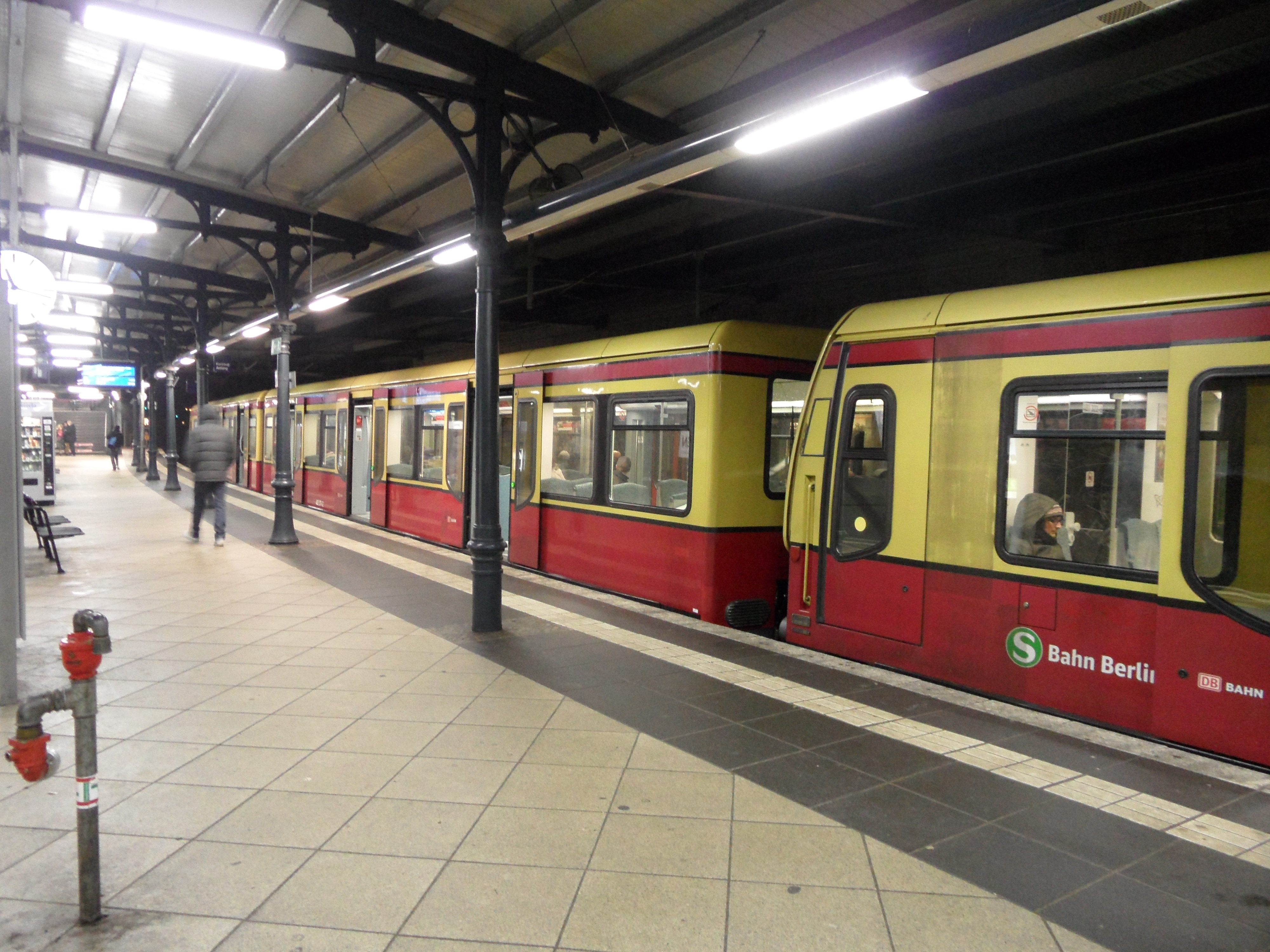
S-Bahn
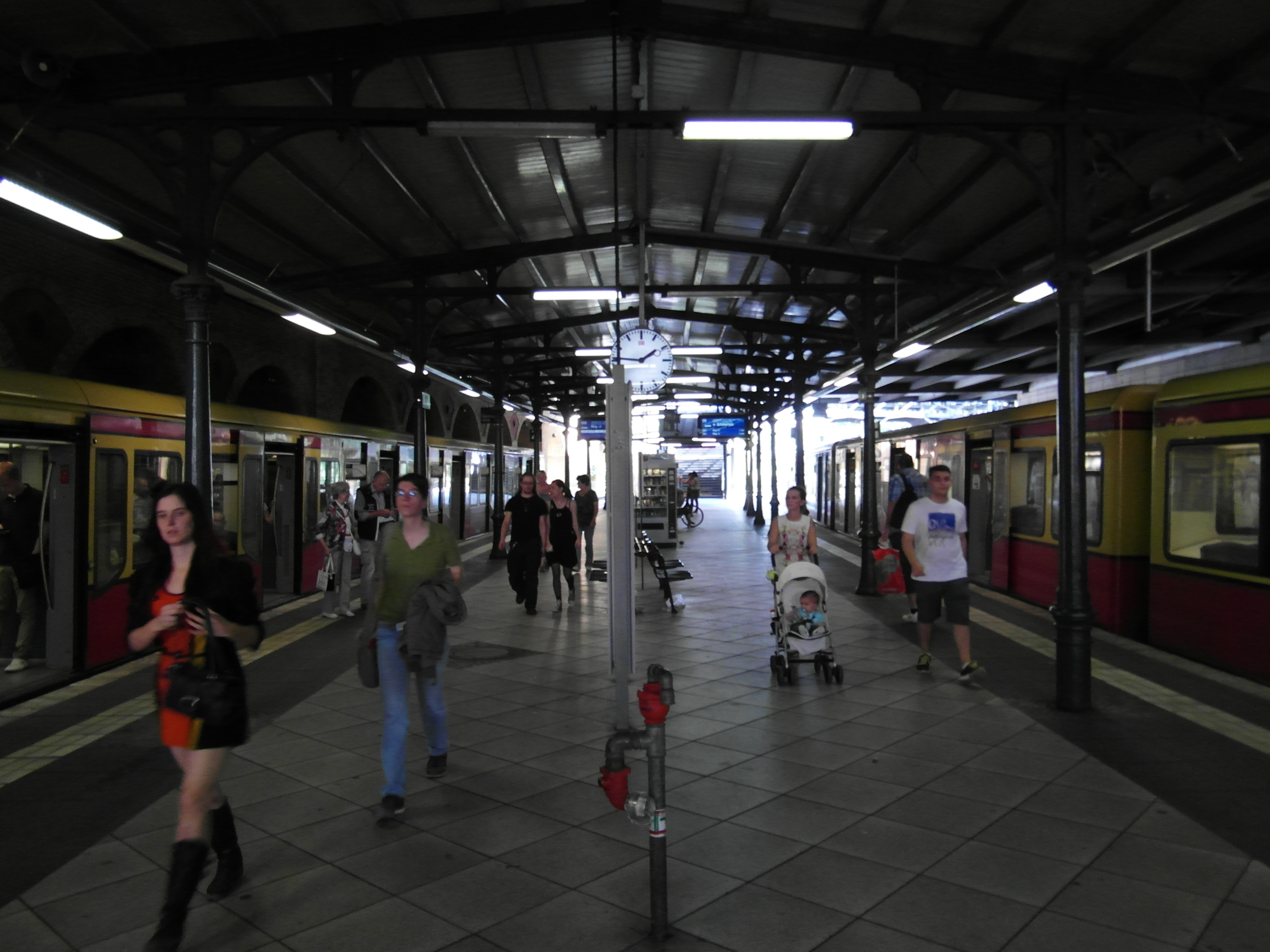
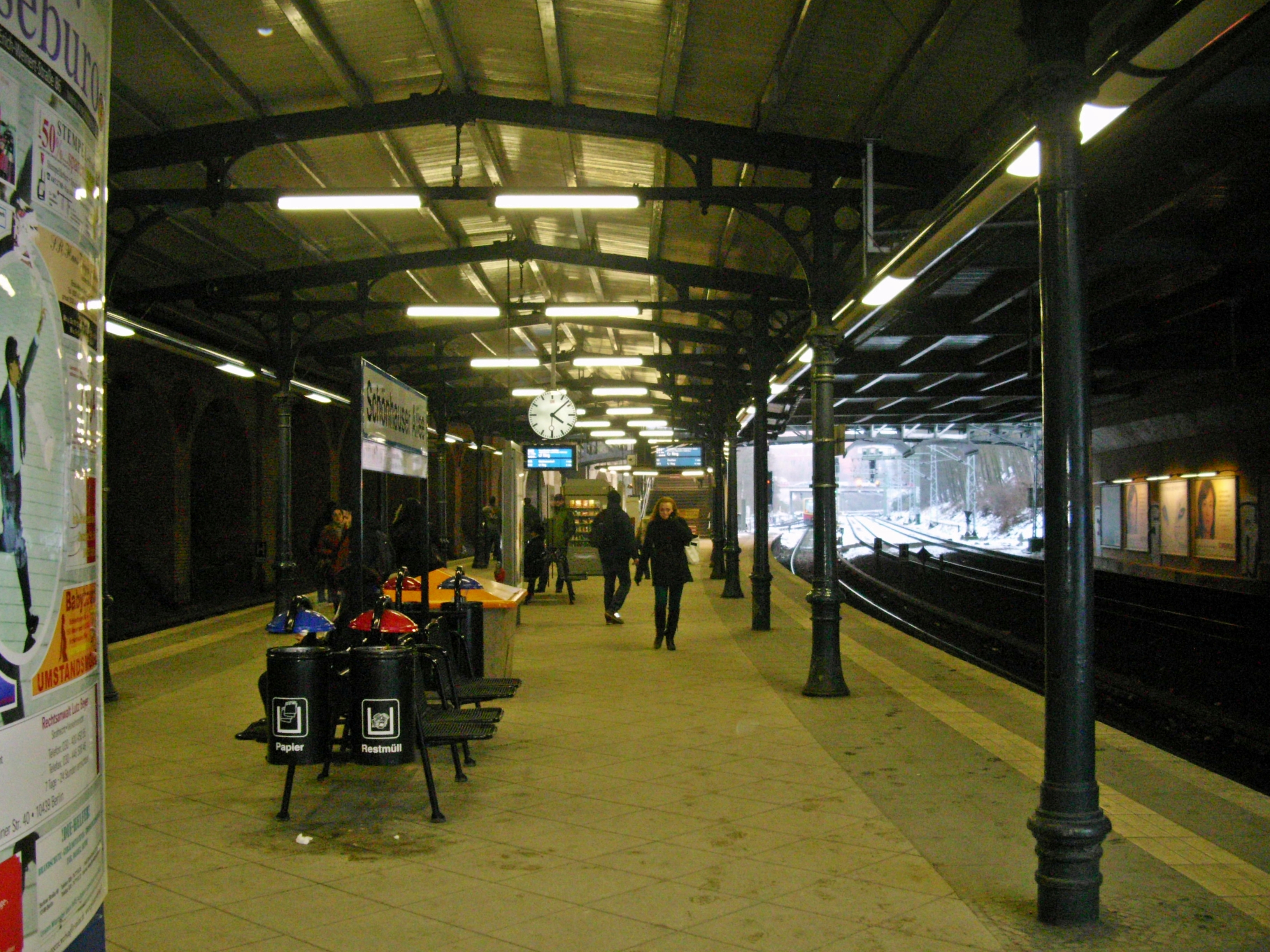
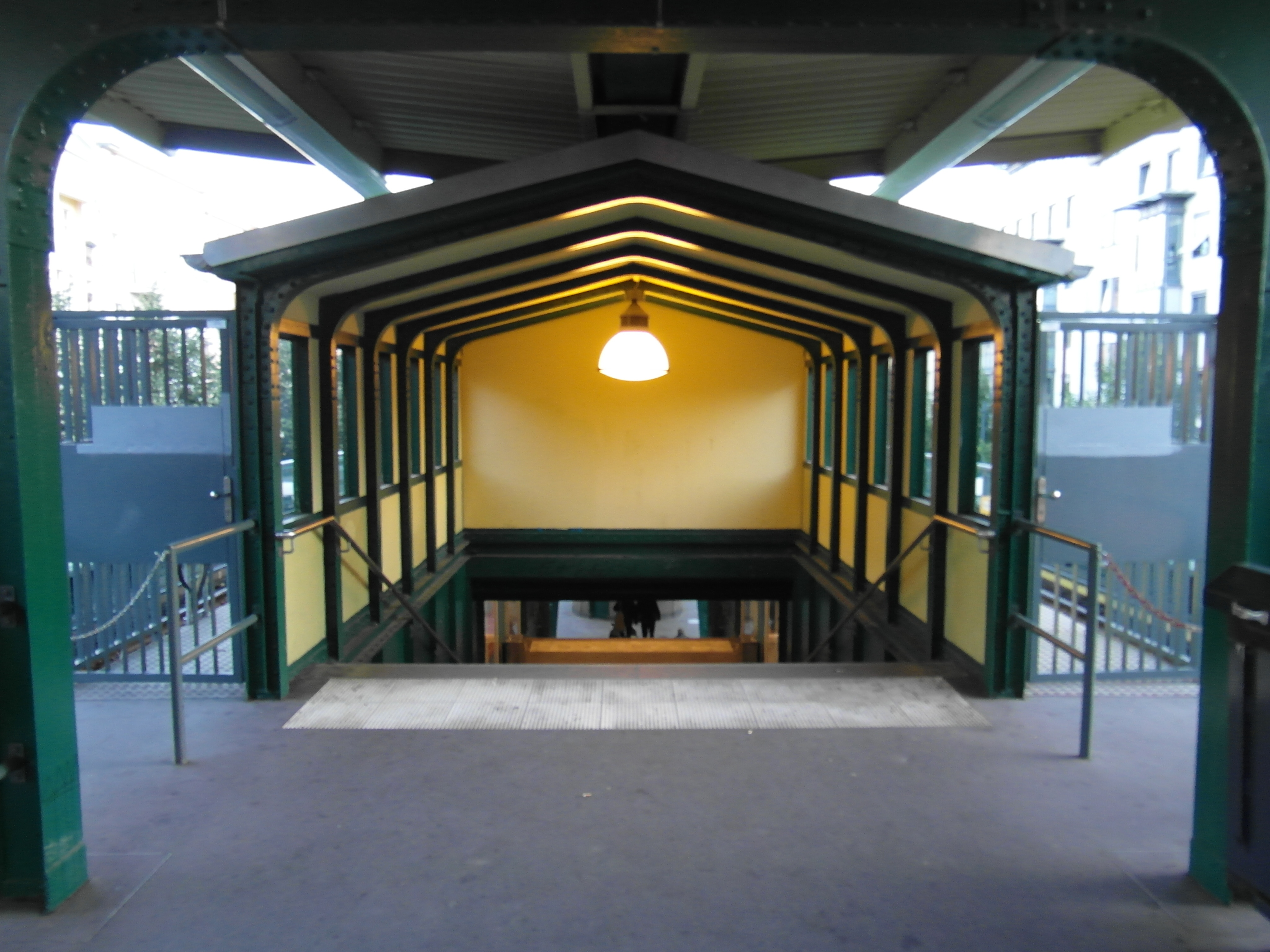
Trappa mellan U-Bahn och S-Bahn
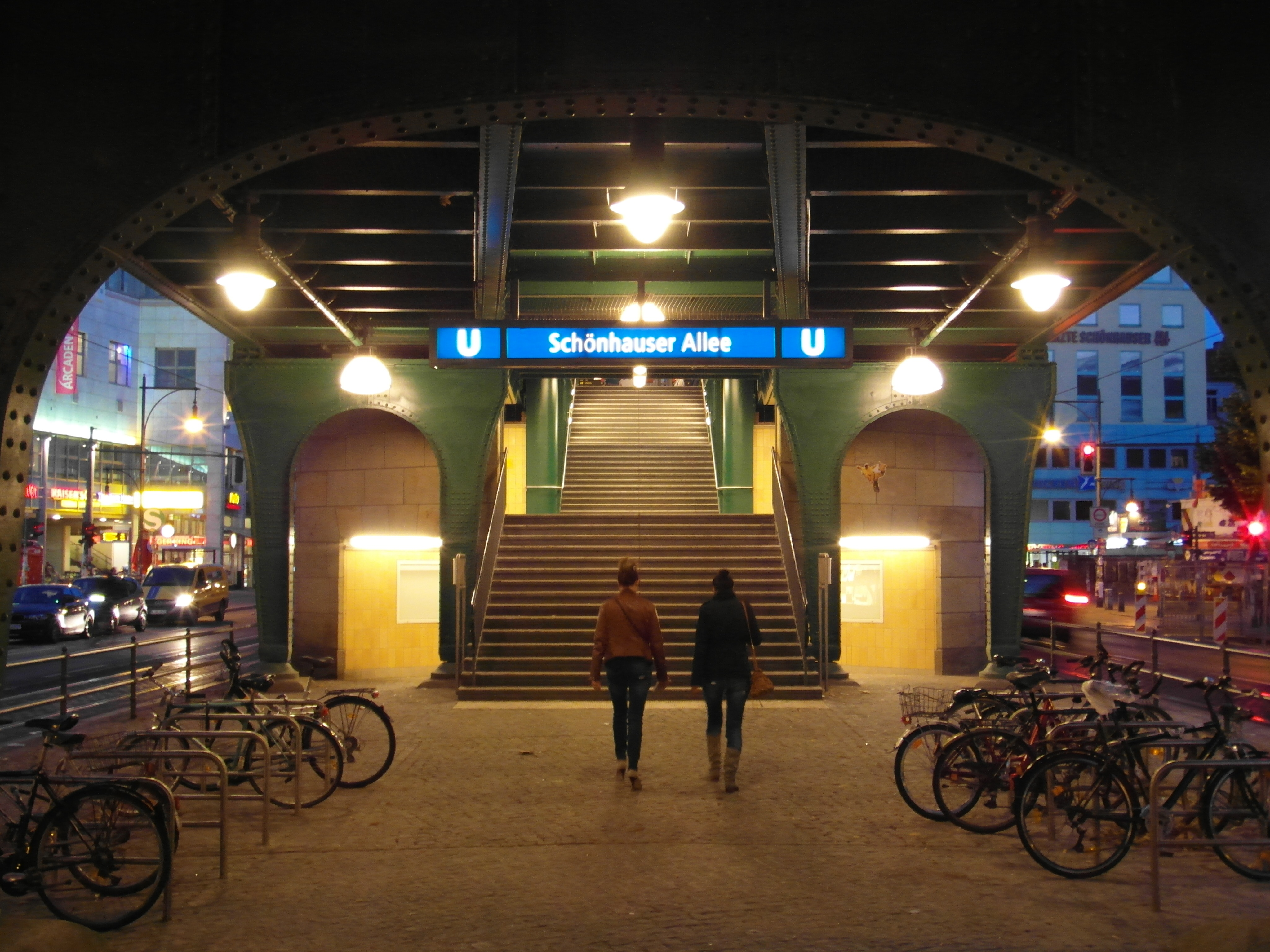
U-Bahn entré
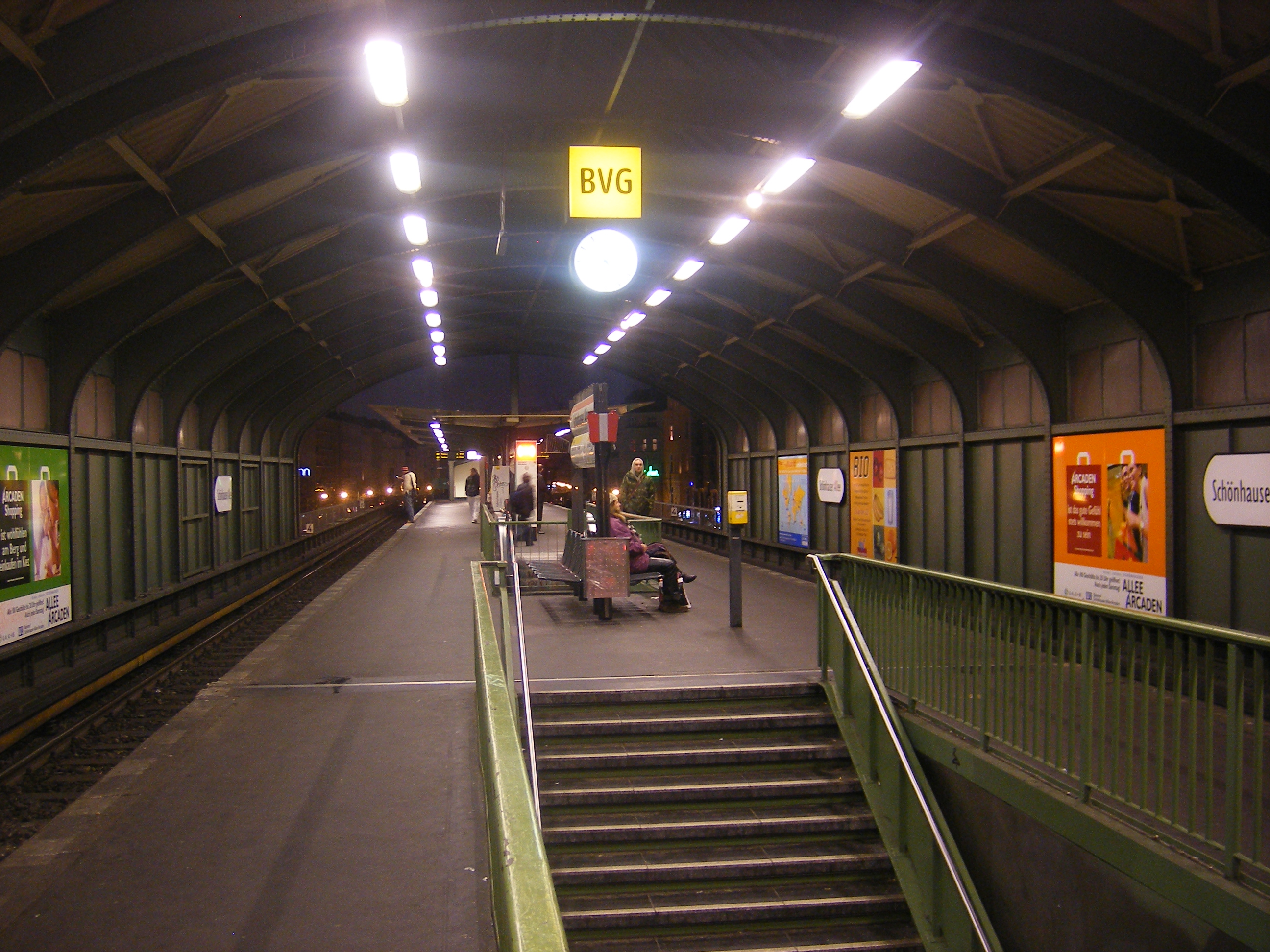
U-Bahn
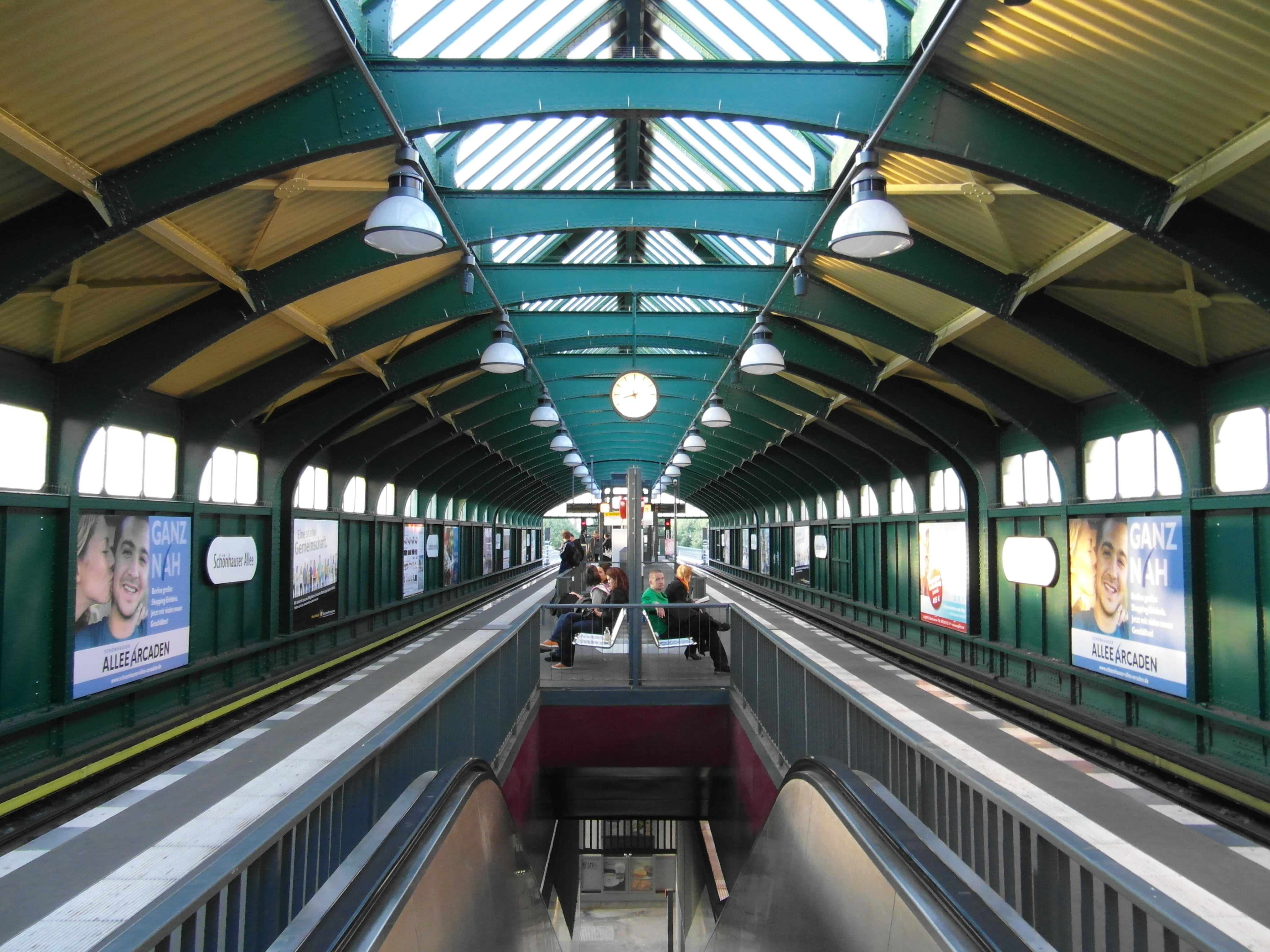